# Cerca de ti (programa de televisión)
Cerca de ti fue un programa emitido de tipo talk show por Castilla-La Mancha Televisión. Este programa fue la secuela de Tal como somos, que desapareció de la cadena en junio de 2010.

## Tal como somos
En Castilla-La Mancha Televisión, Tal como somos fue la precuela de Cerca de ti, que emitió sus primeros programa a finales de 2001. Desde el principio fue presentado por Teresa Viejo. El programa versaba como principio, el enseñar las costumbres y tradiciones de los pueblos de Castilla-La Mancha. Por ejemplo, aparecía el alcalde del pueblo invitado y comentaba la historia y lugares a visitar, además de la gastronomía de la zona.
Aparte del alcalde, se entrevistan a diversas personalidades famosas del pueblo en cuestión y se enseñaban vídeos sobre lugares a visitar como pueden ser iglesias, plazas, casas importantes, etc. Durante un brevísimo espacio de tiempo, tuvieron un patrocinador famoso de detergentes, que intentaban hacer participar al público con unas preguntas fáciles.
Desde 2002 cambió su formato totalmente, pasándose a emitir un día a la semana en prime-time, siempre teniendo como referencia a una localidad de la geografía manchega, de la cual alguno de sus invitados es protagonista de las historias que cuentan. Normalmente se trataba de sorprender a personas que lo han pasado mal por diferentes motivos, o de hacer que personas que llevan tiempo si verse lo hagan en el programa, al cual también acuden diferentes artistas para promocionar sus últimos trabajos.
Tal como somos se convirtió en uno de los programas más vistos de Castilla-La Mancha Televisión, un programa bastante seguido dentro y fuera de las fronteras de Castilla-La Mancha.

## Cerca de ti
Castilla-La Mancha Televisión decidió renovar el formato y decidió cambiar por completo el nombre del programa, el plató y las secciones del programa, manteniendo únicamente la presentadora, Teresa Viejo, siendo sustituido por Cerca de ti. Cerca de ti siguió siendo un programa de tipo talk show, como Tal como somos, en el que los castellanos-manchegos contaban en público sus testimonios y sucesos que han ocurrido a lo largo de su vida. Además, el programa contaba con la sección El muro, en el que dos o más personas se reencontraban después de varios años o meses sin verse. El primer programa de este nuevo formato se emitió el 25 de enero de 2011, 7 meses después del último programa de Tal como somos y siguió obteniendo buenos datos de audiencias. 
- Datos: Q5762479